# Kobayashi Kanji
Kobayashi Kanji (japanisch 小林 観爾; geboren 4. Januar 1892 in Fukae (Präfektur Nagasaki); gestorben 23. Dezember 1974) war ein japanischer Maler der Nihonga-Richtung.

## Leben und Werk
Kobayashi Kanji machte eine Ausbildung im  Fach Design an der „Städtischen Kunst- und Kunstgewerbeschule Kyōto“ (京都市立美術工芸学校, Kyōto shiritsu bijutsu kōgei gakkō). Anschließend besuchte er die „Städtische Kunsthochschule Kyōto“ (京都市立絵画専門学校, Kyōto shiritsu kaiga semmon gakkō). Danach bildete er sich unter Araki Jippo im Fach Nihonga weiter.
Nachdem Kobayashi 1924 auf der 5. Ausstellung der „Teiten“ zum ersten Mal ein Bild hatte zeigen können, stellte er auch weiterhin auf dieser Ausstellungsreihe aus. Auf der 6. Ausstellung 1925 erhielt sein Bild „Shakuyaku“ (芍薬) „Pfingstrose“ eine besondere Auszeichnung. 1931 war er auf der Ausstellung japanische Malerei in Berlin zu sehen. 1936 zeigte er das Bild „Migiwa no natsu“ (汀の夏) – „Sommer am Meeresufer“ auf der nun „Shin-Bunten“ genannten Ausstellungsreihe, zog sich dann aber aus Gesundheitsgründen aus der Malerei zurück.
Kobayashi gestaltete seine Werke mit dem Schwerpunkt „Blumen und Vögel“ (花鳥画, Kachōga) mit zeichnerischer Genauigkeit. Weitere Werke sind „Tachi aoi“ (立葵) – „Malven“, „Shamo“ (軍鶏) – „Kampfhahn“ und „Nantei“ (南庭) – „Südlicher Garten“. Er gestaltete auch Raumdecken im Tempel Eihei-ji und solche für die Adelsfamilie Kuni-no-Miya (久邇宮家).
Das Nationalmuseum für moderne Kunst Tokio besitzt von Kobayashi das Bild „Hakubai“ (白梅) – „Weiße Pflaumenblüten“ aus dem Jahr 1942.